# アレクサンデル・クナヴス
アレクサンデル・クナヴス（Aleksander Knavs、1975年12月5日 - ）は、スロベニア (旧ユーゴスラビア)・マリボル出身の元同国代表サッカー選手。現役時代のポジションはDF。

## 来歴

### クラブ
1993年にNKオリンピア・リュブリャナでプロデビューを果たし、1997年にオーストリアのFCティロル・インスブルックへと移籍。同クラブで1999-00シーズンからのリーグ2連覇に貢献したことで2000-01シーズン終了後にドイツ・ブンデスリーガの1.FCカイザースラウテルンに引き抜かれた。
加入後すぐにチームのキャプテンに就任し、レギュラーとして最終ラインを率いたが、2002-03シーズン開幕中にエリック・ゲレツ監督を衝突したため、同シーズンの後半戦は構想外となった。
2004年7月、VfLボーフムにフリーで移籍し、1シーズンのみ在籍した。2008年にレッドブル・ザルツブルクで現役を引退した。

### 代表
1998年からスロベニア代表に招集され、すぐにレギュラーに定着。守備陣の要としてUEFA EURO 2000と2002 FIFAワールドカップ出場に大きく貢献した。

## 代表歴

### 出場大会
- スロベニア代表
  - 2000年 - UEFA EURO 2000
  - 2002年 - 2002 FIFAワールドカップ

### 試合数
- 国際Aマッチ 65試合 3得点（1998年-2006年）[2]

| スロベニア代表 | 国際Aマッチ | 国際Aマッチ |
| 年             | 出場        | 得点        |
| -------------- | ----------- | ----------- |
| 1998           | 9           | 0           |
| 1999           | 9           | 1           |
| 2000           | 7           | 0           |
| 2001           | 10          | 1           |
| 2002           | 6           | 0           |
| 2003           | 8           | 1           |
| 2004           | 7           | 0           |
| 2005           | 7           | 0           |
| 2006           | 2           | 0           |
| 通算           | 65          | 3           |

## タイトル

### クラブ
NKオリンピア・リュブリャナ
- プルヴァリガ : 2回 (1993-94, 1995-96)
- スロベニア・カップ : 1回 (1995-96)

FCティロル・インスブルック
- ブンデスリーガ : 2回 (1999-00, 2000-01)